# 浅間 (装甲巡洋艦)
浅間（あさま）は、大日本帝国海軍に所属した装甲巡洋艦（一等巡洋艦）。日本海軍の法令上は旧字体の淺間だが、本記事では浅間とする。浅間型装甲巡洋艦のネームシップ。旧式化に伴い、1921年（大正10年）9月1日附で海防艦に類別変更された。艦名は群馬県と長野県の境にある浅間山にちなんで名づけられた。この名を持つ日本海軍の艦船としては明治初期のコルベット艦「浅間」に続いて2隻目。

## 艦歴
イギリスのアームストロング・ホイットワース社が、売却用に見込み生産していたものを購入。起工は1896年（明治29年）10月20日。
1897年（明治30年）10月18日、イギリスで建造の第3号一等巡洋艦は「浅間」、第4号一等巡洋艦は「常磐」と命名された。10月21日、軍艦「浅間」は横須賀鎮守府所管と定められる。
1898年（明治31年）3月21日、海軍軍艦及水雷艇類別標準を制定。「浅間」以下4隻（浅間、常磐、八雲、吾妻）が一等巡洋艦に類別される。3月22日、「浅間」は進水。
1899年（明治32年）3月18日、竣工、領収。翌19日に出航し、5月17日に横須賀に到着した。
1900年（明治33年）8月には義和団の乱で出撃した。また、1902年（明治35年）6月、イギリスへ派遣されてエドワード7世戴冠記念観艦式に参加した。なお、たびたび明治天皇の御召艦として観艦式に臨んだ。
1903年（明治36年）4月、神戸沖で挙行された大演習観艦式で御召艦となった。12月28日、常備艦隊が解隊され、戦艦を中心とする第一艦隊（司令長官：東郷平八郎海軍中将、旗艦：戦艦「三笠」）と巡洋艦が主体の第二艦隊（司令長官：上村彦之丞海軍中将、旗艦：装甲巡洋艦「出雲」）が設置される。第一・第二艦隊で連合艦隊（司令長官：東郷中将）を構成した。「浅間」は第二艦隊隷下の第二戦隊（装甲巡洋艦《出雲・磐手・吾妻・八雲・常磐・浅間》・通報艦「千早」）に配属される。
日露戦争では他の戦隊に臨時編入されることが多かった。仁川沖海戦では第四戦隊に編入され主力として活躍。第三戦隊に編入されていた黄海海戦では、燃料補給中だったために戦場への到着が遅れてほとんど参加できなかった。1905年（明治38年）5月27日から28日の日本海海戦においては第二戦隊として参加。戦闘初期に被弾の影響で舵が故障し、落伍して集中砲火を浴びたが致命的な損傷は免れた。「三笠」爆沈後の同年10月23日、凱旋観艦式で御召艦を務める。その後、練習艦隊として海軍兵学校卒業後の少尉候補生の航海任務にも用いられた。

### メキシコでの座礁事故
第一次世界大戦では太平洋のドイツ領の攻略に参加した。ドイツ東洋艦隊による通商破壊に備えて、巡洋艦出雲、戦艦肥前に加えて、イギリス、カナダ、オーストラリア艦と共同で北アメリカ西岸における哨戒にあたった。
1914年（大正3年）12月31日にメキシコカリフォルニア半島西岸のマグダレナ湾において、海図に記載のなかった暗礁に乗り上げ座礁した。航行不能となった浅間に対して巡洋艦千歳、工作艦「関東」、補給船が日本から派遣され、「関東」によりサルベージされ横須賀に戻った。
事故の報を受けたアメリカ海軍は、砲艦「ラレー」と巡洋艦「カリフォルニア」をサンディエゴから調査の為に派遣した。両艦は「浅間」に対して中立に違反しない範囲での協力・援助を申し出、「浅間」艦長も、米海軍は「好意上来港シタルコト疑イモナク」と報告している。
ところが4月になりアメリカの「ロサンゼルス・タイムズ」は、湾内に停泊する「出雲」「常磐」「千歳」「浅間」、補給艦、英艦の写真を付して、「日本は故意に「浅間」を座礁させた。機雷で湾を封鎖し4000人の水兵を用いて陸上に基地を建設しつつある。アメリカを攻撃する意図があるのではないか」との扇情的な記事を掲載した。再度派遣された米艦「ニューオーリンズ」艦長は、「浅間」艦長と形式的な会談を行った後に帰国し、「浅間」の座礁は単なる事故であり機雷や基地建設の風聞は全て誤りであると断言した。ところがハースト系のイエロー・ペーパーやドイツ系新聞は問題を煽り続けた。当時メキシコにおいて発生していた内乱、アメリカ西海岸における排日感情の他に、ドイツによる日米離間の情報工作が背景にあるとみられる。

### 第一次世界大戦後

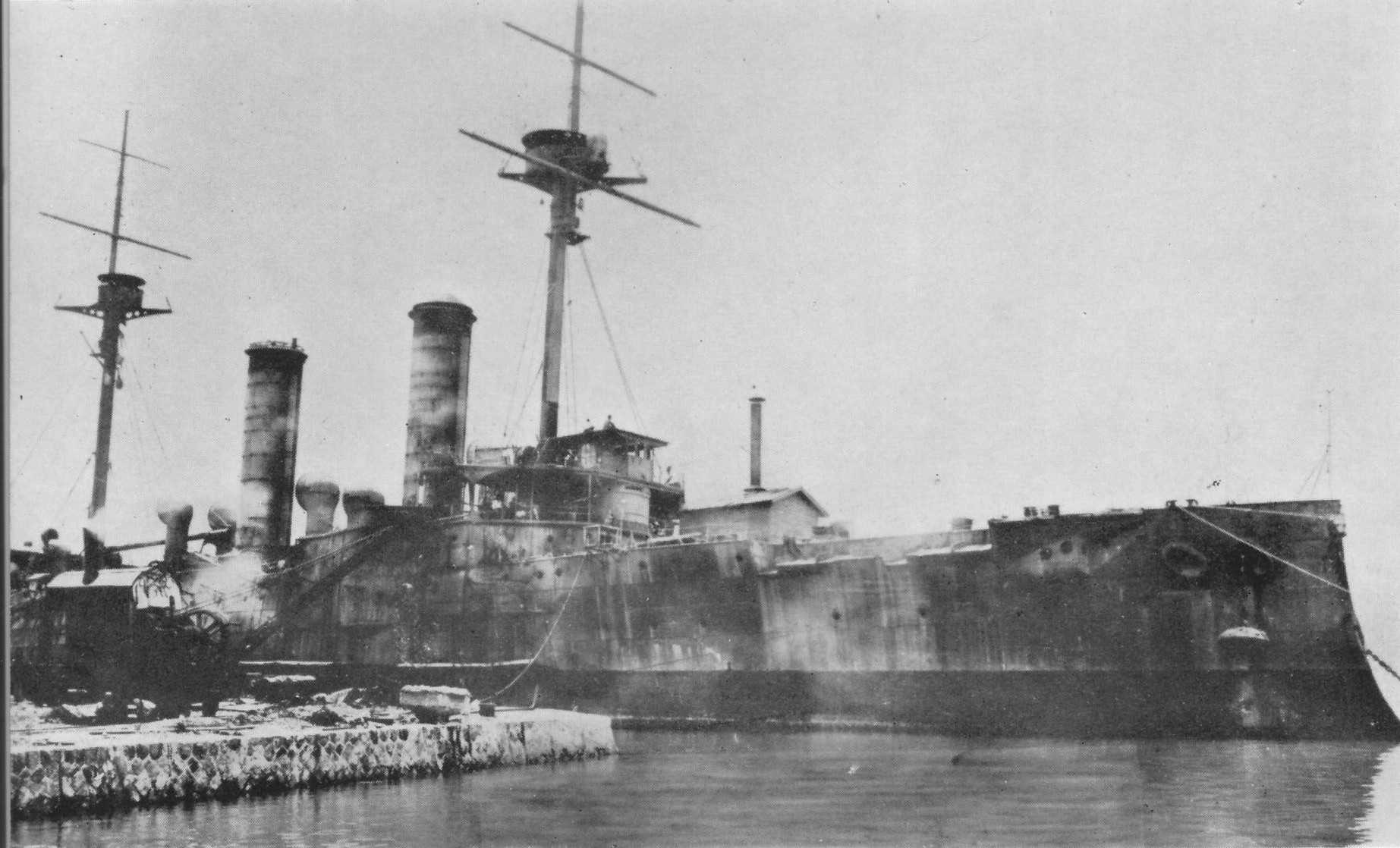
1946年時の「浅間」

1921年（大正10年）9月1日、一等海防艦に種別変更された。1935年（昭和10年）10月14日未明、大阪湾から呉軍港へ移動中に広島湾・倉橋島南端で座礁。白石灯台より距離約300ｍ地点。当時「浅間」に乗艦していた吉田俊雄中尉によれば、当直将校（浅間航海長佐藤述少佐、浅間乗組中島親孝大尉、中野忠夫大尉）の過失であったという。艦の中央部が岩礁に乗り上げて船体が折れそうになり、砲塔を起重機船で撤去して救難作業が行われた。10月19日、呉到着。この竜骨損傷や、経年による老朽化などにより1942年（昭和17年）7月1日、帝国軍艦籍から削除され練習特務艦となった。呉鎮守府籍。主砲、副砲を撤去し、主砲塔跡に校舎を備え付けた。
浅間は第二次世界大戦を生き延び、1945年（昭和20年）11月30日に除籍。アメリカ占領下の1947年、日立造船因島工場で解体処分された。

## その他
- 1935年には太秦発声映画が海軍省後援で記録映画を撮影をすることとなり、2月から8月にかけ円谷英二を浅間に乗艦させた[41]。この記録映画『赤道を越えて』が円谷の監督第1作である[42][41]。
- 明治天皇が観艦式において御召艦としたのは、本艦および防護巡洋艦「高千穂」の2隻である（高千穂《明治23年4月18日》、浅間《明治33年4月30日》、浅間《明治36年4月10日》、浅間《明治38年10月23日》、浅間《明治41年11月18日》）[20]。
- 日露戦争従軍当時、艦内ペットとして犬「たま」を飼育していた[43]。

## 艦長
※『日本海軍史』第9巻・第10巻の「将官履歴」及び『官報』に基づく。
回航委員長
- 島崎好忠 大佐：1897年12月1日 - 1898年6月24日

艦長
- 島崎好忠 大佐：1898年6月24日 - 1899年6月17日
- 向山慎吉 大佐：1899年6月17日 - 1900年5月20日
- 細谷資氏 大佐：1900年5月20日 - 1901年3月13日
- 中尾雄 大佐：1901年3月13日 - 1903年1月12日
- 寺垣猪三 大佐：1903年1月12日 - 1903年7月7日
- 八代六郎 大佐：1903年7月7日 - 1905年12月12日
- 小泉鑅太郎 大佐：1905年12月12日 - 1906年11月22日
- 宮地貞辰 大佐：1906年11月22日 - 1907年9月28日
- 野間口兼雄 大佐：1907年9月28日 - 1907年12月10日
- 伊藤乙次郎 大佐：1907年12月10日 - 1908年5月15日
- 山澄太郎三 大佐：1908年5月15日 - 1908年12月10日
- 田中盛秀 大佐：1908年12月10日 - 1909年5月22日
- 山本竹三郎 大佐：1909年5月22日 - 1910年4月9日
- 田中盛秀 大佐：1910年4月9日 - 1911年5月23日
- 松岡修蔵 大佐：1911年5月23日 - 1911年10月25日
- 磯部謙 大佐：1911年10月25日 - 1911年12月1日
- 平賀徳太郎 大佐：1913年5月24日 - 1914年8月23日
- 吉岡範策 大佐：1914年8月23日 - 1916年1月10日
- 白石直介 大佐：1916年7月15日 - 1916年12月1日
- 内田虎三郎 大佐：1916年12月1日 - 1918年7月17日
- 古川弘 大佐：1918年7月17日 - 1919年3月27日
- 青木董平 大佐：1919年3月27日 - 1919年7月14日
- 今泉哲太郎 大佐：1919年7月14日 - 1919年11月20日
- 小山田繁蔵 大佐：1919年12月1日 - 1921年11月20日
- 白石信成 大佐：1921年11月20日 - 1923年3月1日
- 米村末喜大佐：1923年3月1日 - 1924年4月15日
- 七田今朝一 大佐：1924年4月15日 - 1925年4月20日
- 今川真金 大佐：1925年4月20日[44] - 1925年11月20日[45]
- 山口延一 大佐：1925年11月20日 - 1926年6月15日
- 加島次太郎 大佐：1926年6月15日[46] - 1926年12月1日[47]
- 藤吉晙 大佐：1926年12月1日 - 1927年12月28日
- 古川良一 大佐：1927年12月28日[48] - 1928年3月10日[49]
- （兼）都留信人 大佐：1928年3月10日[49] - 1928年5月21日[50]
- 下村敬三郎 大佐：1928年5月21日[50] - 1928年12月10日[51]
- 日比野正治 大佐：1928年12月10日 - 1929年12月24日
- 中島直熊 大佐：1929年12月24日[52] - 1930年11月15日[53]
- 原田文一 大佐：1930年11月15日[53] - 1931年2月1日[54]
- 糟谷宗一 大佐：1931年2月1日 - 1932年12月1日
- 太田泰治 大佐：1932年12月1日 - 1934年8月20日
- 大川内傳七 大佐：1934年8月20日 - 1935年8月1日
- 若木元次 大佐：1935年8月1日[55] - 1935年11月15日[56]
- 小橋義亮 大佐：1935年11月15日[56] - 1936年12月1日[57]
- 橋本愛次 大佐：1936年12月1日[57] - 1937年6月15日[58]